# 봉은사
봉은사(奉恩寺)는 대한민국 서울특별시 강남구 삼성동 수도산 기슭에 있는 사찰이다. 조계종 사찰이며, 신라 말기에 창건된 것으로 알려졌다.

## 역사

### 조선불교의 중흥도량
봉은사(奉恩寺)는 신라시대의 고승 연회국사(緣會國師)가 794년(원성왕 10)에 견성암(見性庵)이란 이름으로 창건(創建)했다. 삼국유사에 의하면, 연회국사는 영축산에 은거했던 고승으로 원성왕에 의해서 국사로 임명되었다.

성종의 아들이었던 연산군이 왕위에 올랐지만 기행과 폭정을 일삼다가 이복동생이었던 진성대군의 반정으로 물러나고 진성대군이 왕위에 오르니 이가 바로 조선의 11대 임금인 중종이다. 중종의 계비였던 문정왕후는 특별히 봉은사와 인연이 깊은 인물이었다.
중종에 이어 왕위에 오른 인종이 즉위 8개월 만에 붕어하자 다음 왕위에 오른 사람이 문정왕후의 아들 명종이다. 명종이 12세의 어린 나이에 왕위에 오르자 이후 8년 동안 문정왕후가 섭정을 하게 되는데, 8년의 섭정이 끝난 후에도 한 동안 문정왕후의 영향력은 절대적이었다.
이 기간 동안 문정왕후는 폐지된 승과고시를 부활해서 봉은사에서 승려를 뽑는 승과고시를 치르게 한다. 또한, 당대 고승인 보우대사를 봉은사 주지로 임명하는 한편 봉은사를 선종 수사찰로 지정하기도 했다. 이후 승과고시를 통해 배출된 서산, 사명, 벽암 등의 고승들이 연이어 이곳 봉은사의 주지를 역임하면서 숭유억불의 기조 속에서도 봉은사를 중심으로 조선불교의 명맥을 유지할 수 있는 계기가 마련되었다.

### 판전(版殿) 글씨와 문예부흥기 봉은사
문정왕후의 철권통치가 그녀의 죽음으로 끝나게 되자 봉은사 위상이 급격히 쇠락하게 된다. 하지만 서울 도성에서 한강만 건너면 닿을 수 있는 대찰 봉은사는 조선후기 문예부흥기에 많은 시인묵객들이 드나드는 명소가 되었다.
그 가운데서도 대표적인 인물이 다산 정약용과 추사 김정희다. 특히 추사는 말년에 봉은사에 머물며 남호 영기 율사가 주도했던 80권 화엄경 경판 조성 불사에 동참했다. 추사의 글씨 가운데 최고이자 최후의 명작으로 꼽는 판전 현판 글씨를 남겼다. 이 글씨는 현재까지도 봉은사 판전에 부착되어 있다.
일제강점기 봉은사는 경기 남부의 서울을 비롯한 광주, 고양, 양주, 시흥, 수원, 여주, 이천, 양평, 파주 등 8개 군 78개 말사를 관할하는 본사의 위상을 가지고 있었다. 1912년 봉은사 주지로 취임했던 청호 학밀(晴湖 學密) 스님은 역사상 최악의 홍수로 기록된 1925년 을축년 대홍수 때 봉은사의 사재(寺財)를 털어 인근 주민 708명을 구함으로써 불교 본연의 역할을 다하기도 했다.
1964년에는 한국대학생불교연합회의 수련도량이 되어 대학생불자 조직의 효시가 되었으며, 1972년에는 대장경을 한글로 옮기는 동국역경원이 봉은사에 설치됨으로써 역경사업의 산실이 되기도 했다.

## 특징

### 전통과 첨단의 공존
봉은사 주변은 서울을 대표하는 최첨단 시설이 밀집한 곳이다. 한국과 교역하려는 세계의 여러 나라들이 전초기지로 삼는 무역센터가 봉은사 승과평 터에 자리하고 있으며, 대규모 컨벤션센터인 코엑스와 테헤란밸리로 불리는 IT업종 밀집지역도 옛 봉은사 자리에 있다.
2009년 유네스코에서 지정한 세계문화유산인 조선의 왕릉 가운데 선릉과 정릉이 도보로 10분 거리에 있어 그 능침사찰이었던 봉은사와 더불어 강남의 허파 역할을 톡톡히 하고 있다. 강남역이나 압구정, 88서울 올림픽을 치른 종합운동장 등 세계적인 명소이자 강남을 대표하는 번화가들이 모두 봉은사 반경 1킬로미터 안에 산재해 있다.

## 소장 문화재
근대까지 서울경기 일원의 본사 역할을 수행했던 봉은사에는 많은 문화재가 남아 있다. 1996년 1월 7일에 봉안된 미륵대불이 유명하다. 봉은사의 10년 숙원사업이었던 이 미륵대불은 높이 23m로서 충청남도 논산에 위치한 관촉사의 은진미륵보다 5m 정도 높다. 고려 충혜왕 5년(1344년)에 만들어진 청동은입사 향완(보물 321호)은 공예 기술이 절정에 달했던 고려시대에 만들어진 작품으로 표면에 제작연대와 만든 사람들을 기술한 103자의 명문이 남아 있어 형태미와 더불어 문화재적인 가치가 돋보이는 수작이다.
대웅전에 모셔진 목조석가여래 삼불좌상(보물 1819호)은 조선 효종 2년(1651년)에 당대 최고의 조각승인 승일(勝一)스님이 조성한 것으로 17세기 불교조각을 이해하는 데 있어 아주 중요한 불상들이다.
이외에도 앞서 소개한 추사의 판전 현판 글씨와 조선시대 승과고시 장소로 사용되었던 선불당, 판전 내부에 보관중인 화엄경 경판과 사천왕상, 영산전 십육나한상 등의 조각상과 대웅전 삼장보살도를 비롯한 10여 점의 불화 등이 서울시 유형문화재로 지정되어 조선후기 조각과 회화의 풍성한 볼거리를 제공하고 있다.

### 보물
- 봉은사 청동 은입사 향완 (보물  제321호)
- 봉은사 목조석가여래삼불좌상 (보물  제1819호)

### 서울특별시 유형문화재
- 봉은사 선불당 (서울특별시 유형문화재 제64호)
- 봉은사 판전 현판 (서울특별시 유형문화재 제83호)
- 봉은사 목 사천왕상 (서울특별시 유형문화재 제160호)
- 봉은사 목 삼불상(석가불, 아미타불, 약사불) (서울특별시 유형문화재 제226호)
- 봉은사 목 삼존불상(석가불, 가섭존자, 아난존자) (서울특별시 유형문화재 제227호)
- 봉은사 목 십육나한상 (서울특별시 유형문화재 제228호)
- 봉은사 대웅전 신중도 (서울특별시 유형문화재 제229호)
- 봉은사 판전 신중도 (서울특별시 유형문화재 제230호)
- 봉은사 괘불도 (서울특별시 유형문화재 제231호)
- 봉은사 비로자나불도 (서울특별시 유형문화재 제232호)
- 봉은사 칠성도 (서울특별시 유형문화재 제233호)
- 봉은사 삼세불도 (서울특별시 유형문화재 제234호)
- 봉은사 삼장보살도 (서울특별시 유형문화재 제235호)
- 봉은사 감로도 (서울특별시 유형문화재 제236호)
- 봉은사 영산회상도 (서울특별시 유형문화재 제237호)
- 봉은사 십육나한도 (서울특별시 유형문화재 제238호)
- 봉은사 판전 (서울특별시 유형문화재 제425호)

### 서울특별시 문화재자료
- 봉은사 영산전 사자도 (서울특별시 문화재자료 제38호)
- 봉은사 영산전 신중도 (서울특별시 문화재자료 제39호)

## 템플스테이
봉은사에서는 내·외국인을 위한 다양한 템플스테이 프로그램을 운영하고 있다.

## 사진

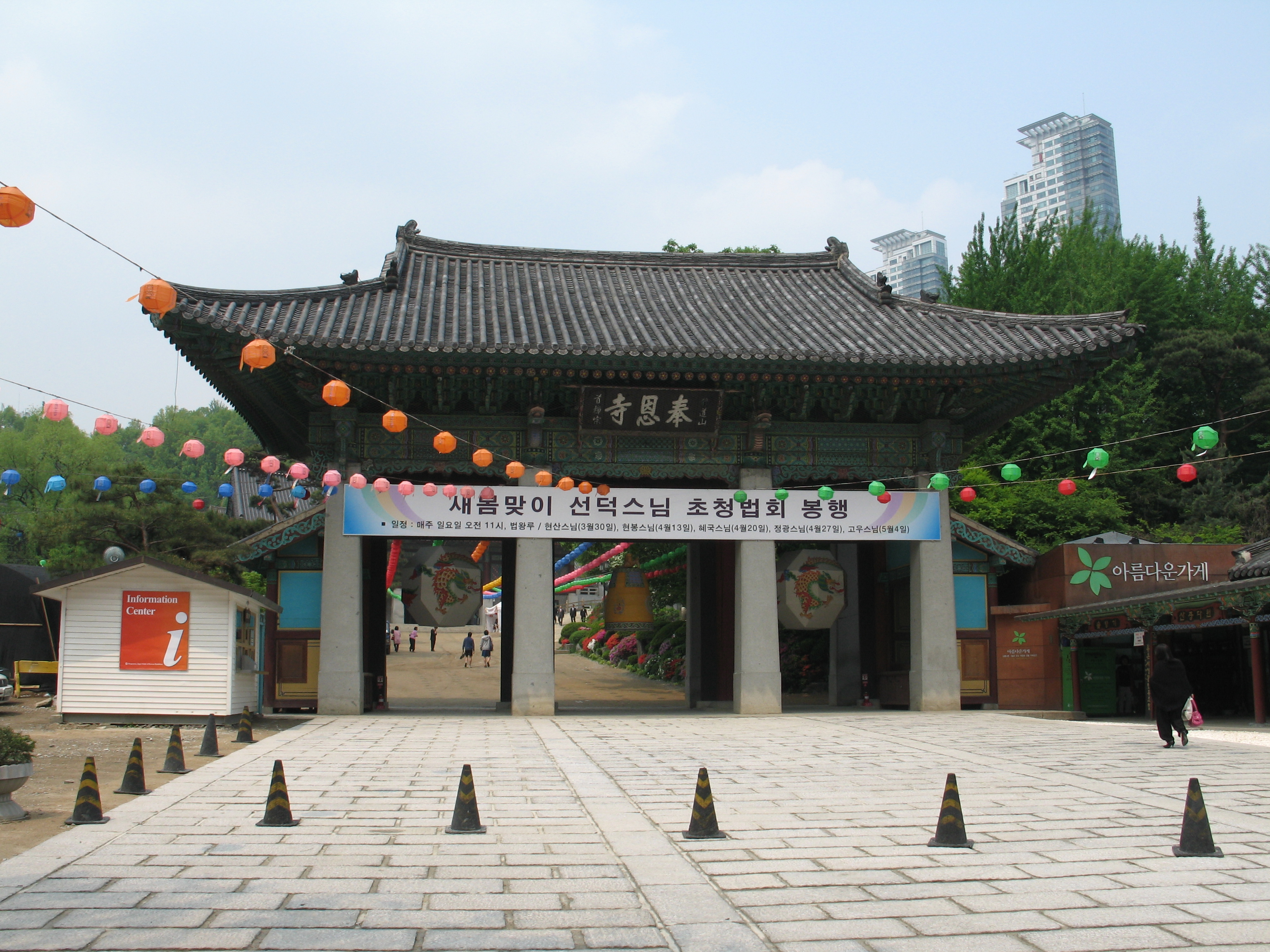
천왕문
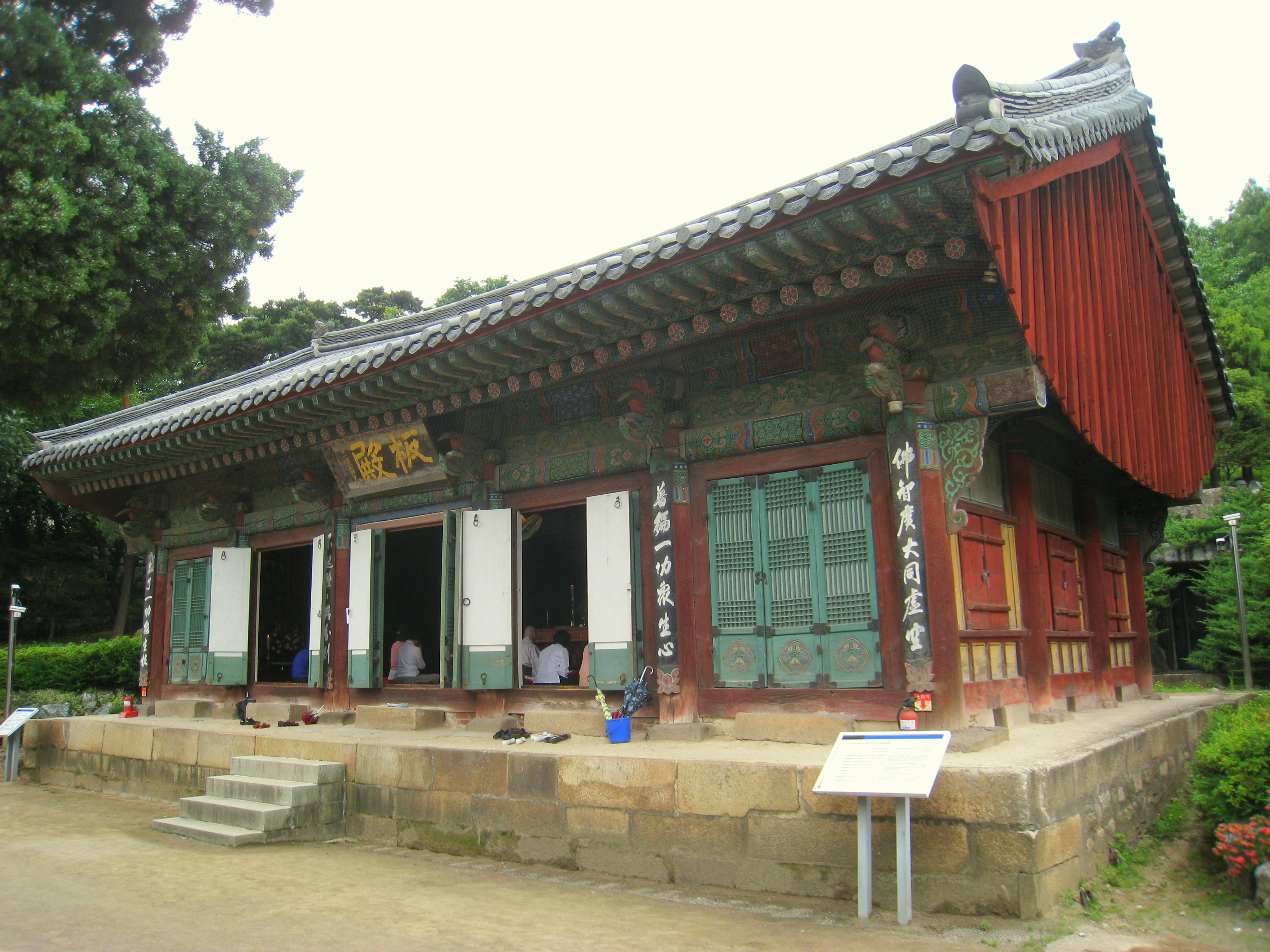
판전
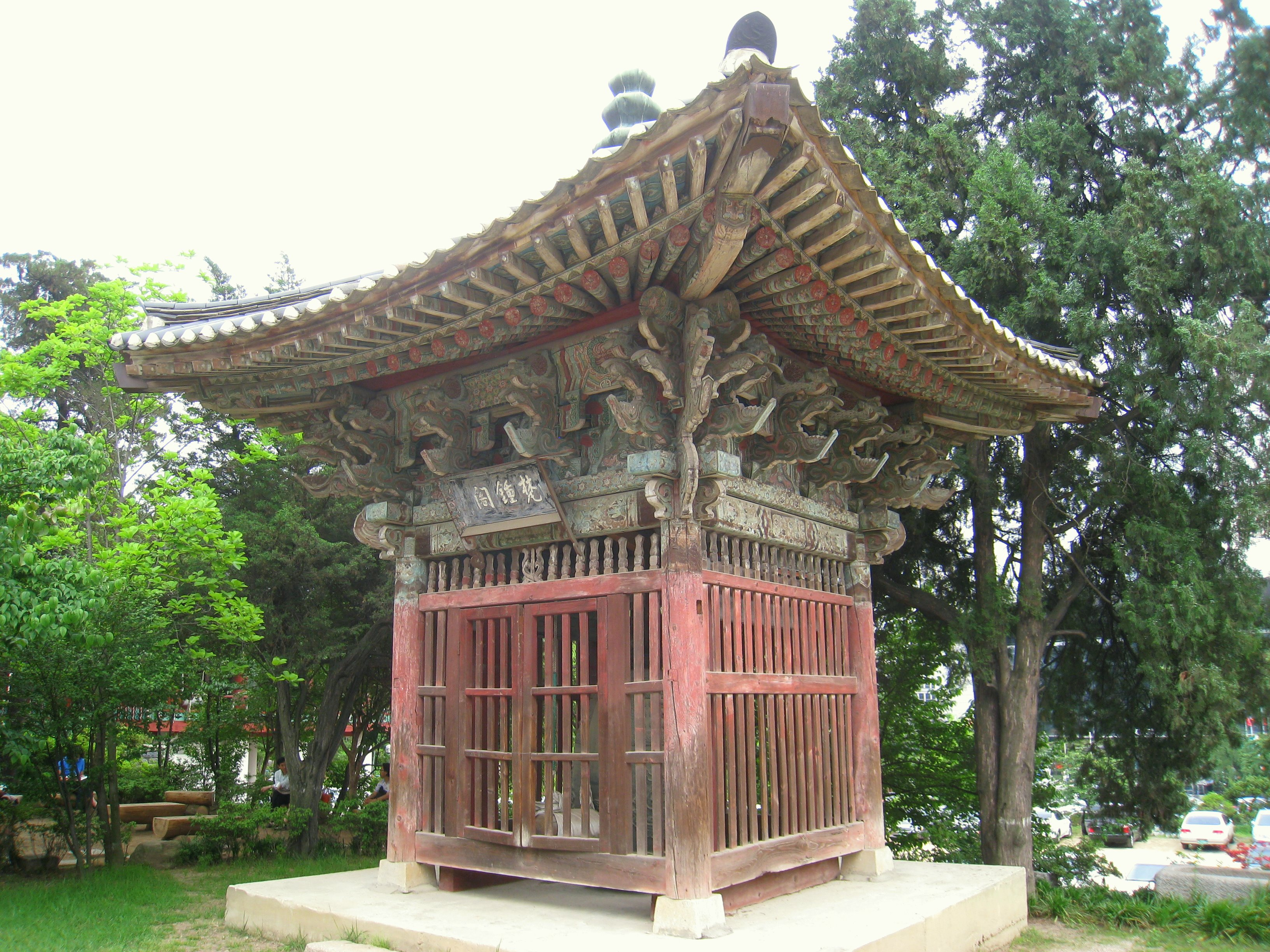
범종각
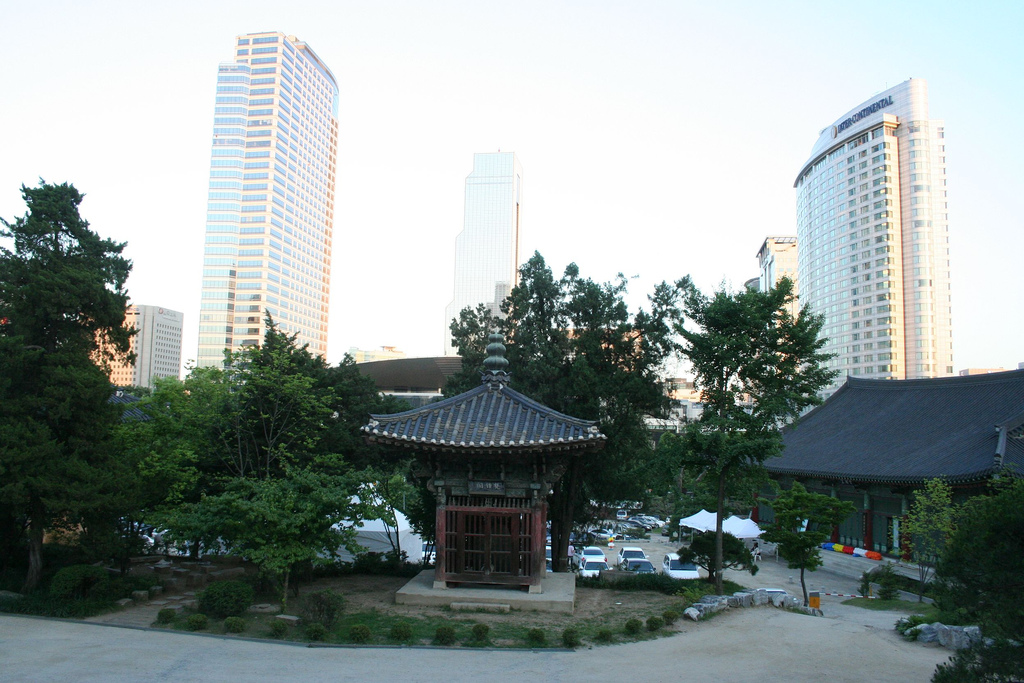
범종각
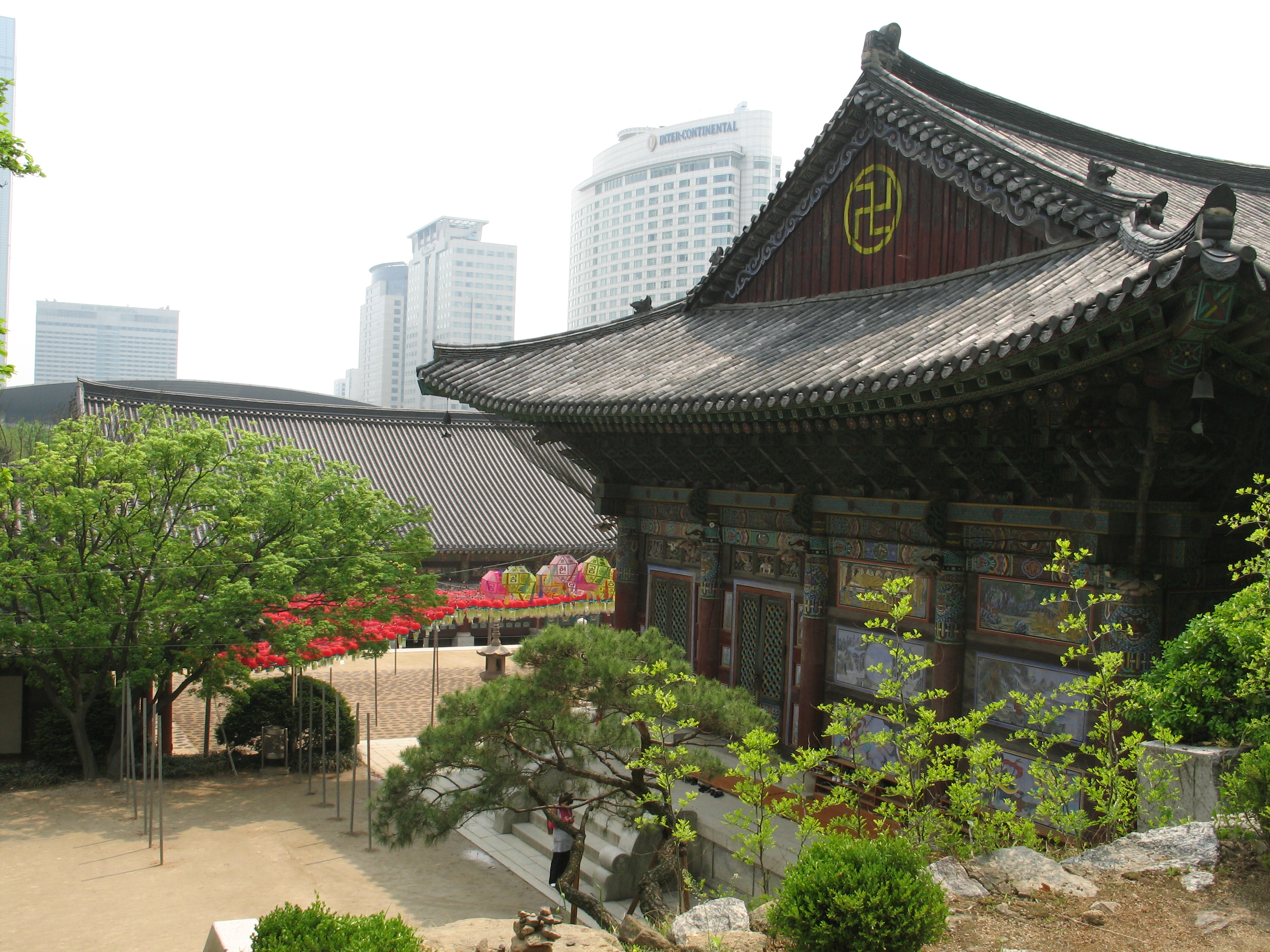
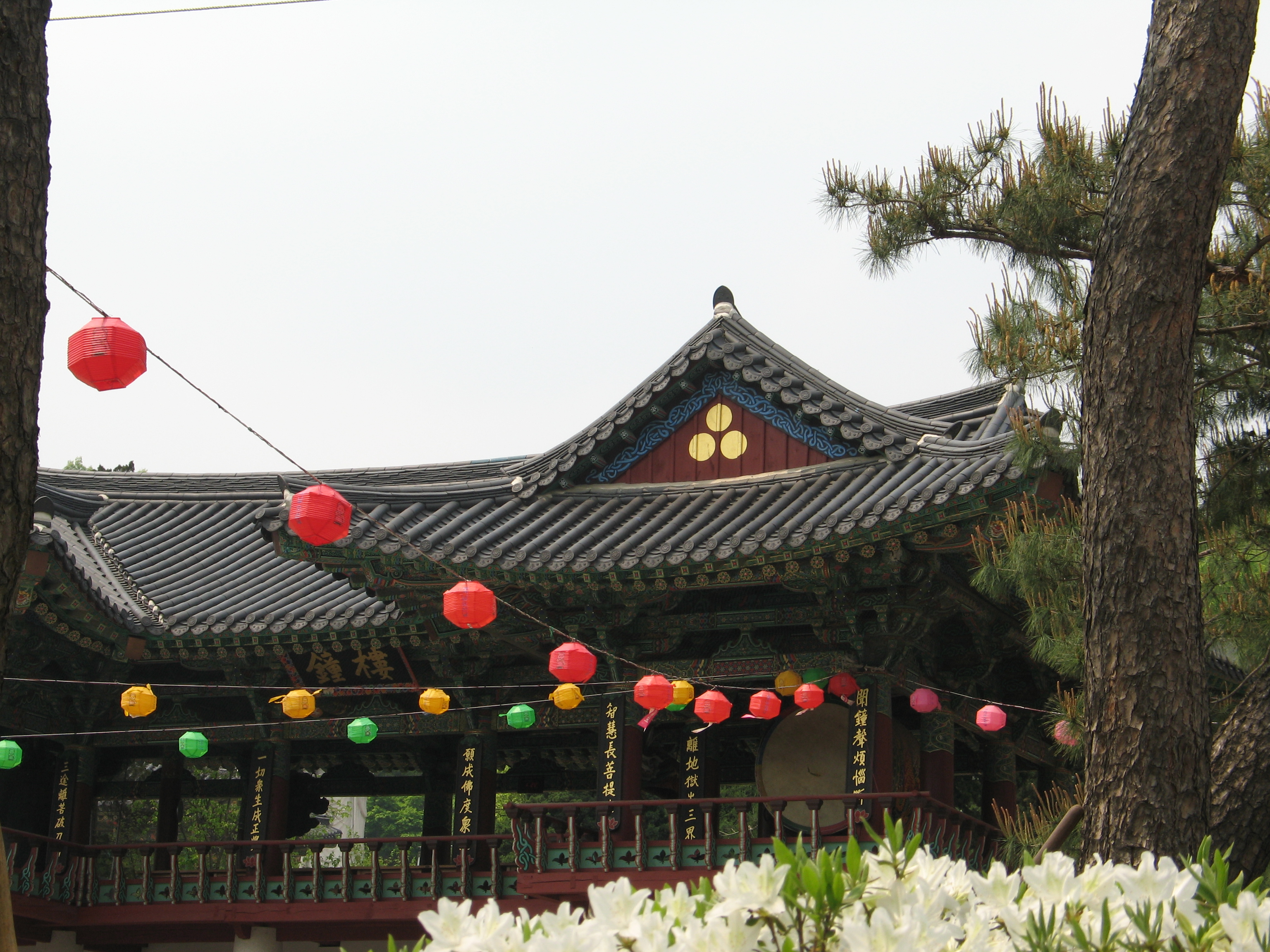
종루
미륵대불
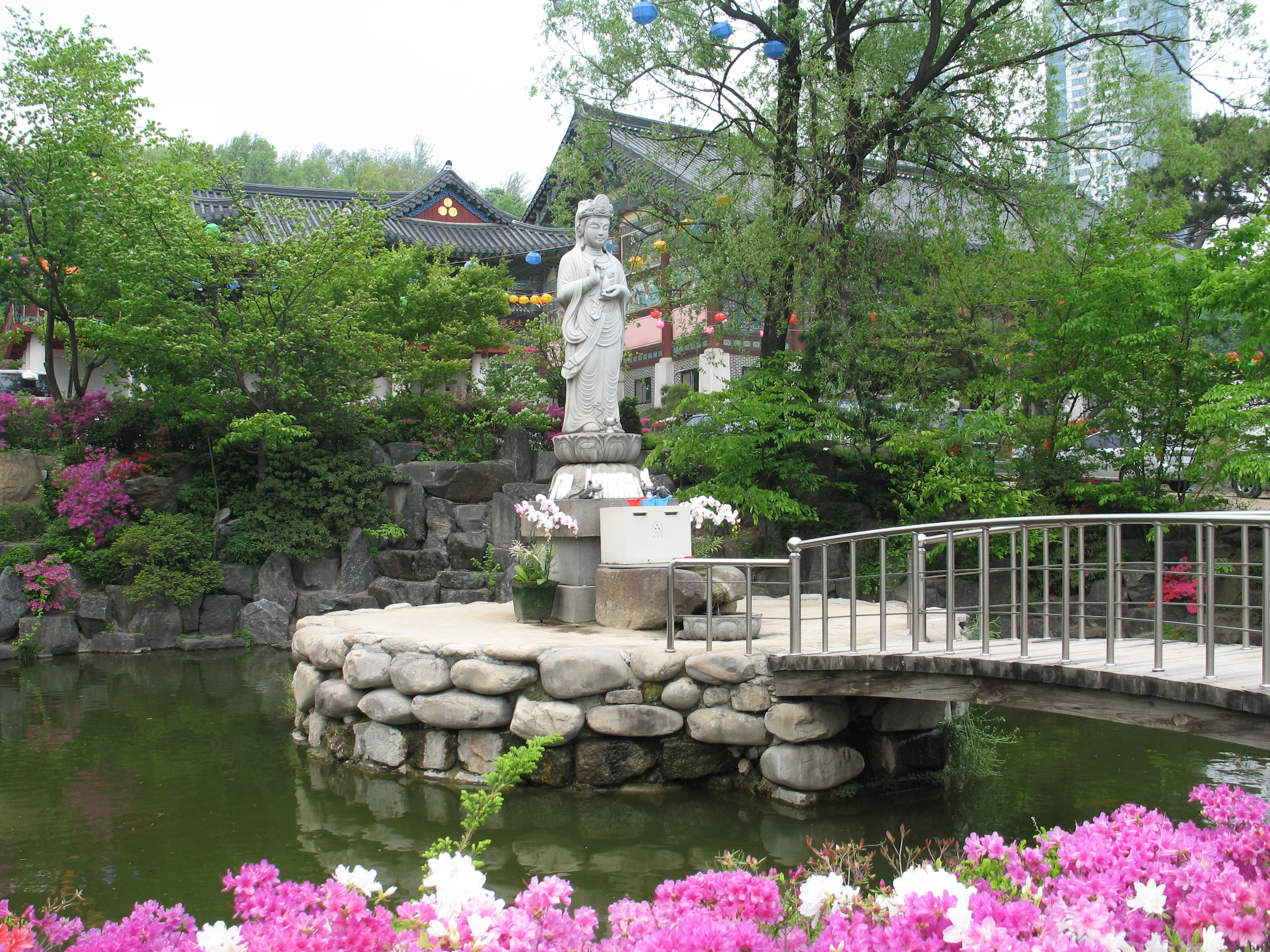
해수관음보살상
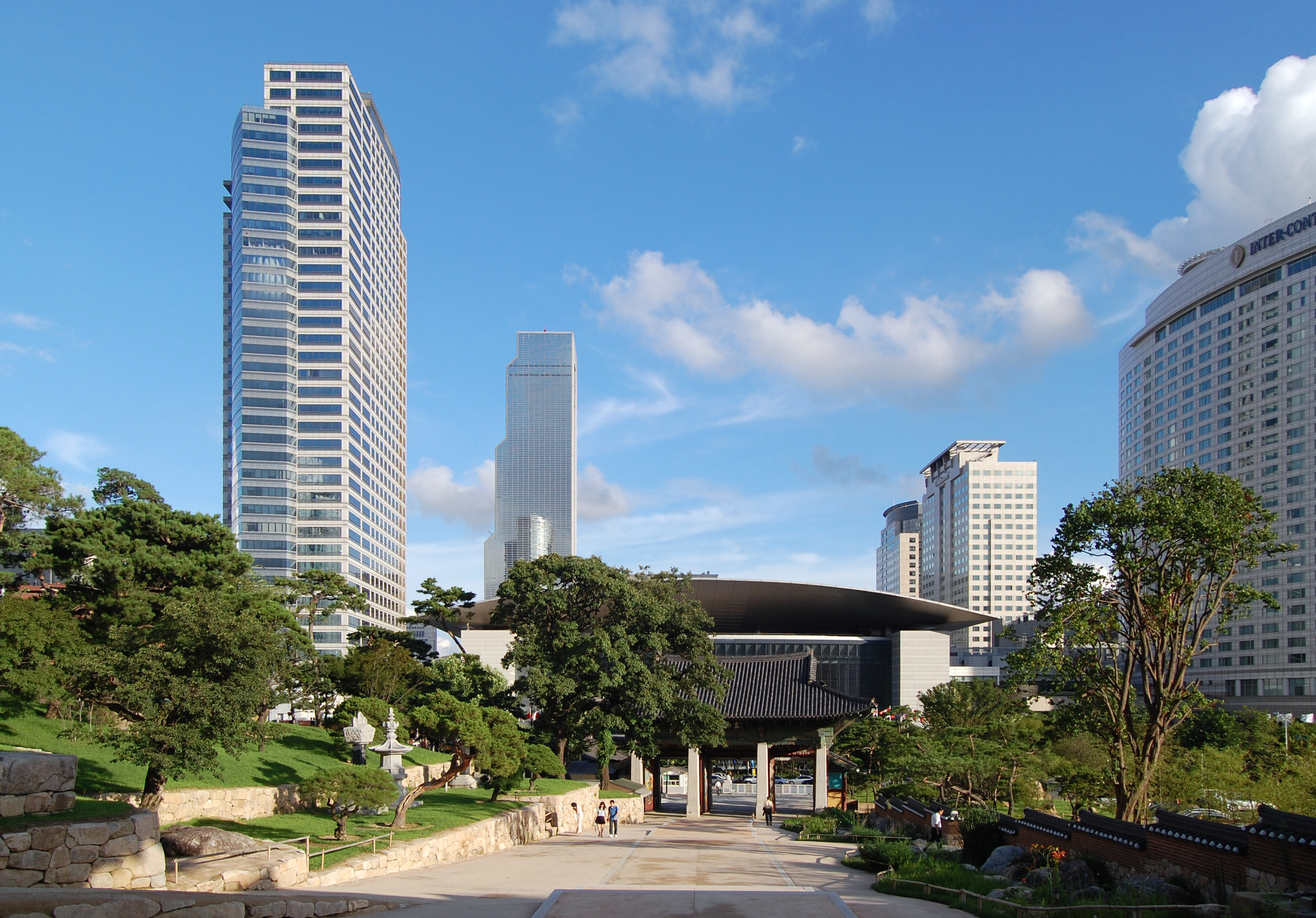
봉은사에서 바라본 아셈 타워와 WTC 트레이드 타워
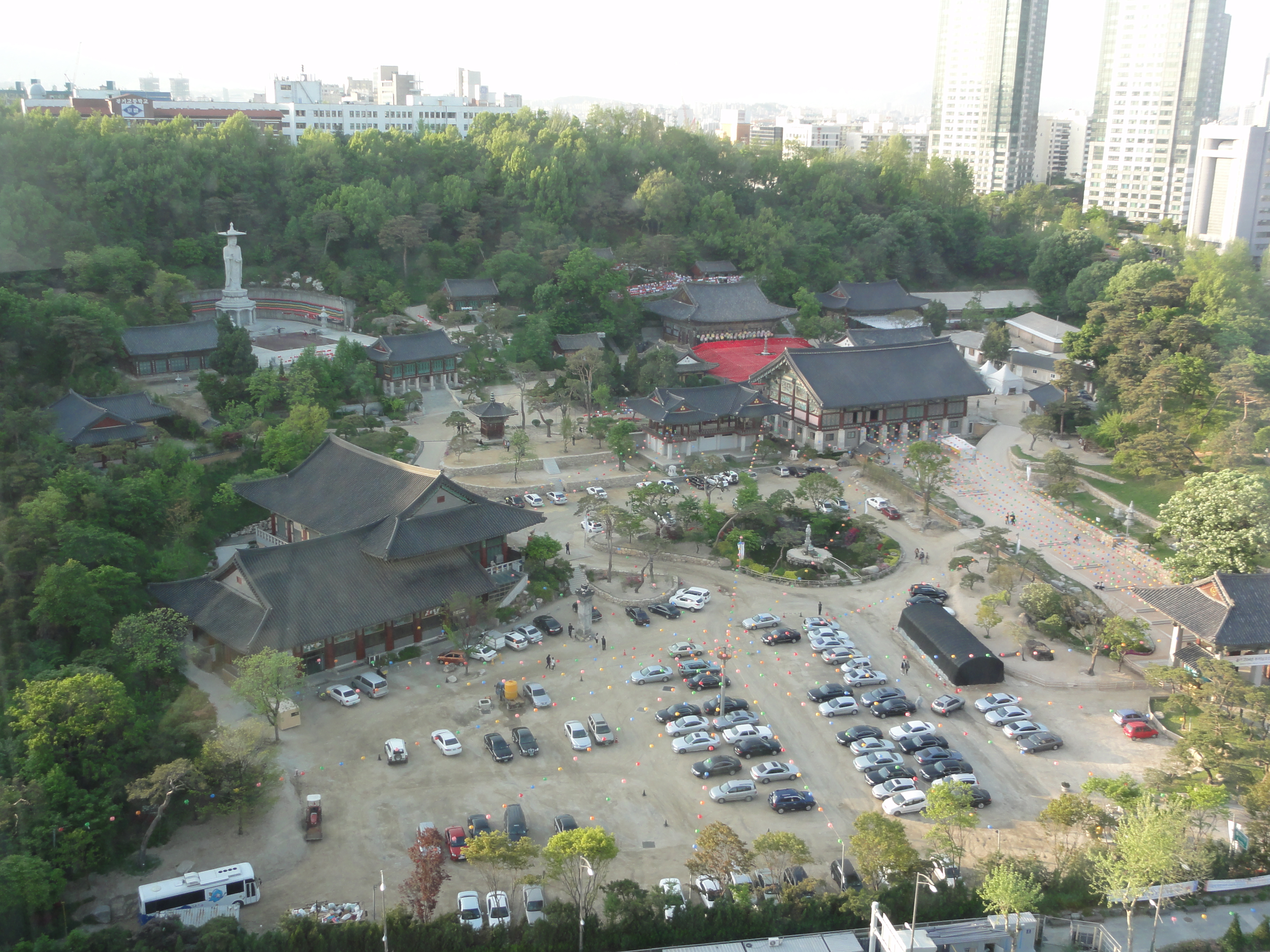

## 사건 및 사고
- 2010년 10월 26일, 찬양인도자학교라는 개신교 단체에서 봉은사를 방문하여 예배를 드리는 동영상이 올라와 논란이 되었다. 이 동영상에는 불교가 우상숭배라는 주장이 있으며, 동영상에 출연한 사람이 "주님이 있어야 할 자리에 크고 웅장한 절이 있어 마음이 아프다."라고 말하는 내용도 포함되어 있다. 이에 대해 종교 비하 논란이 일기도 했다.[6] 이들은 다음날 봉은사를 찾아가 사과를 하였고, 봉은사 스님은 이를 받아들였다.[7]

## 둘러보기
- 봉은사역
- 강남구
- 명진

## 같이 보기
- 서울특별시의 사찰 목록
- 한국의 불교
- 한국의 건축